# 靫負
靫負（ゆげい）とは、律令制以前の大王の親衛軍をさす。

## 概要
原義は「矢を入れる靫（ゆき、ゆぎ）を負うもの」であり、靫を持って朝廷の警護の任に当たった武官を指す言葉である。舎人同様、上に天皇や宮号を称するものであり（白髪部靫負・勾靫負など）、国造の子弟を主として編成されたもののようである。舎人が東国出身者が多かったのに対し、靫負はどちらかというと西国が中心である。舎人が天皇の警護を主としたのと異なり、靫負は宮城の門を守護することが主任務とされていたが、宮号を称する靫負が少ないことから、舎人の勢力に押され、儀仗的な存在になったことが推定される。
靫負は大伴氏に率いられており、名代の靫負部の資養を受けていた。『記紀』には大伴氏の遠祖、天忍日命が天津久米命（あまつくめのみこと）（天槵津大来目）が「天の石靫」（天磐靫、あめのいわゆぎ）などの武器を装備して天孫の先に立ったという神話が語られている。『日本書紀』巻第二十五によると、乙巳の変の後、孝徳天皇の即位式の際に、大伴長徳は金の靫を帯びて天皇が登った壇（たかみくら）の右に立っている。『万葉集』には
という、当時内舎人であった大伴宿禰家持が安積親王の薨ずる時に詠んだ挽歌が収録されており、大伴氏と靫負の特別な関係を伺わせている。
律令制では、衛門府のことを「靫負司（ゆげいのつかさ）」と呼ぶこともあり、衛門佐を「靫負尉」とも呼称している。検非違使庁も衛門府の官人の兼任からなるところから、「靫負庁」とも呼ばれている。